# Marivaldo Pereira
Marivaldo de Castro Pereira (Brasília, 06 de julho de 1979) é auditor federal de finanças e controle da Secretaria do Tesouro Nacional.
Advogado, mestre em direito processual civil pela Faculdade de Direito da Universidade de São Paulo, Marivaldo de Castro Pereira também é professor voluntário em cursinhos pré-vestibulares voltados para alunos de baixa renda. Foi Secretário Executivo do Ministério da Justiça e Segurança Pública no governo Dilma Rousseff, tendo ocupado interinamente o cargo de Ministro da Justiça. Além disso, foi Secretário de Assuntos Legislativos (2011-2013), Secretário de Reforma do Judiciário (2010) e Subchefe Adjunto para Assuntos Jurídicos da Casa Civil da Presidência da República, ambos no governo Lula (2008).

## Biografia
Filho de migrantes baianos que foram tentar a vida em Brasília e depois na periferia da cidade de São Paulo, aos nove anos de idade Marivaldo já trabalhava na feira livre aos finais de semana. Também foi auxiliar de pedreiro e office boy. Mesmo trabalhando, jamais deixou os estudos. Marivaldo e seus irmãos estudaram em escolas públicas a vida inteira (educação infantil, ensino fundamental e médio). Após a conclusão do ensino médio, Marivaldo estudou no Cursinho da Poli, cursinho popular mantido, à época, pelo Grêmio Politécnico da Universidade de São Paulo, e conseguiu ser aprovado no vestibular de Direito da Universidade de São Paulo. Em 2003, concluiu a graduação em Direito pela Faculdade de Direito da Universidade de São Paulo. Em 2007, defendeu dissertação de mestrado em Direito Processual pela Faculdade de Direito da Universidade de São Paulo.
Desde a graduação, atua na política estudantil, engajando-se na luta dos movimentos de moradia. Trabalhou com José Eduardo Cardozo na Câmara Municipal de São Paulo, até 2002, e na Câmara dos Deputados, até 2005. Em 2005, foi nomeado Diretor do Departamento de Modernização da Administração de Justiça da Secretaria de Reforma do Judiciário. Em 2007, assumiu a Chefia de Gabinete da Subchefia para Assuntos Jurídicos da Casa Civil da Presidência da República, órgão no qual assumiu, em 2008, o cargo de Subchefe-Adjunto da Subchefia para Assuntos Jurídicos. Em 2010, foi nomeado Secretário de Estado da Secretaria de Reforma do Judiciário do Ministério da Justiça. Em 2011, foi nomeado Secretário de Assuntos Legislativos do Ministério da Justiça, cargo que ocupou até 2013, quando foi nomeado Secretário-Executivo do mesmo Ministério. Depois da deposição da presidenta Dilma Roussef, trabalhou na Câmara dos Deputados como Chefe de Gabinete do Deputado Federal Alessandro Molon e como assessor do Deputado Federal Ivan Valente. Atuou também como professor voluntário em cursinhos pré-vestibulares voltados para alunos de baixa renda em Brasília. 
Foi candidato ao Senado Federal pelo PSOL-DF nas eleições de 2018. Recebeu 83.112 votos, pouco mais de 3% dos votos válidos. Ficou na décima colocação entre os 18 candidatos.